# 놀이터

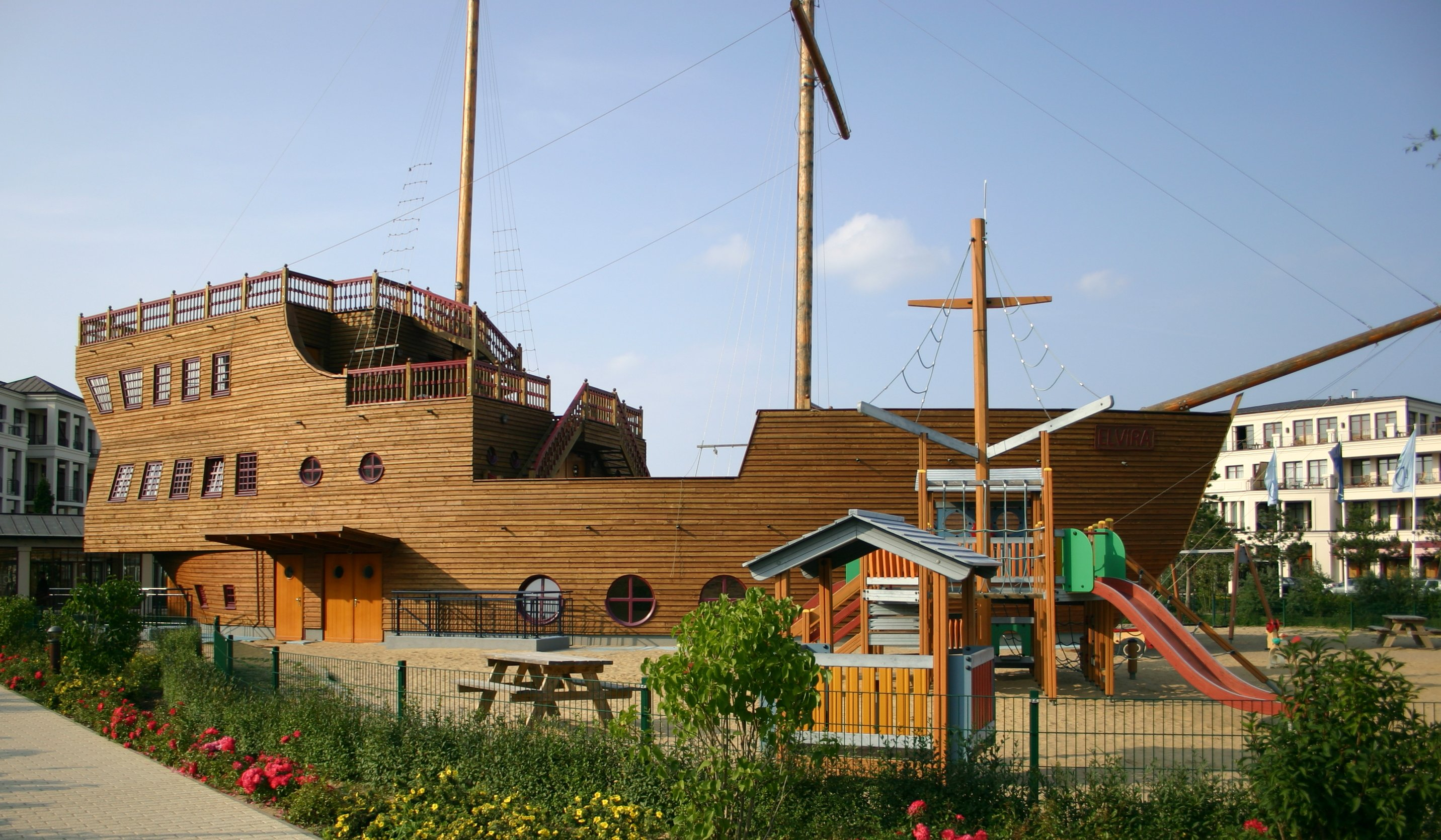
놀이터

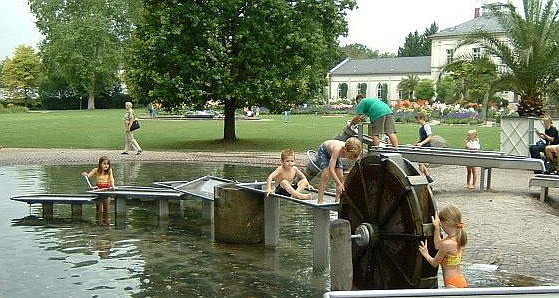
물놀이터

놀이터는 어린이들이 즐겁고 안전하게 놀 수 있도록 하기 위해 여러 놀이 기구를 갖추어 놓은 장소 또는 시설을 의미한다.

## 역사
페어플레이와 좋은 예절로 어린이들을 고취시키는 방식의 하나로서의 놀이터의 개념은 독일에서 기원하였으며, 여기에서 놀이터들이 학교들과 연계되어 건립되었다. 반면, 대중의 접근을 위해 만들어진 최초의 놀이터는 1859년 잉글랜드 맨체스터의 공원에 개장되었다. 시간이 지남에 따라, 조직화된 놀이 지역들이 세계의 여러 나라에 채택되어 일상화되었다.

## 개요

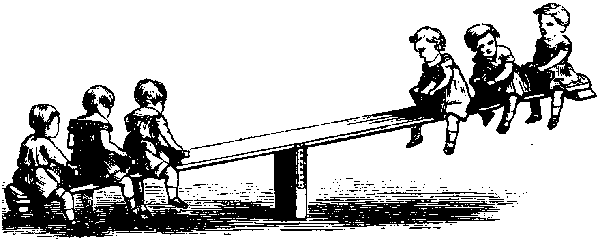
시소와 아이들

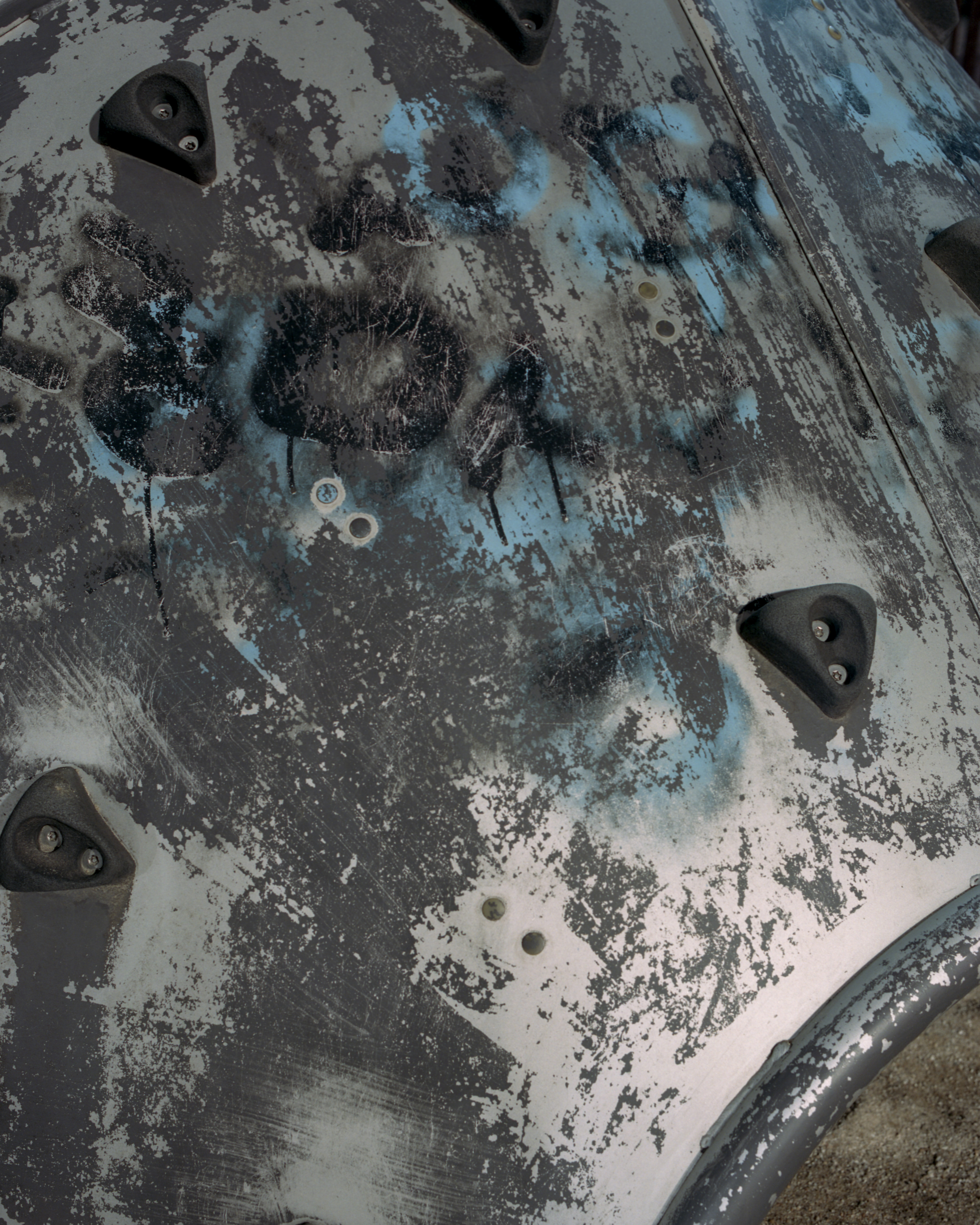
놀이터 클라이밍 기구.

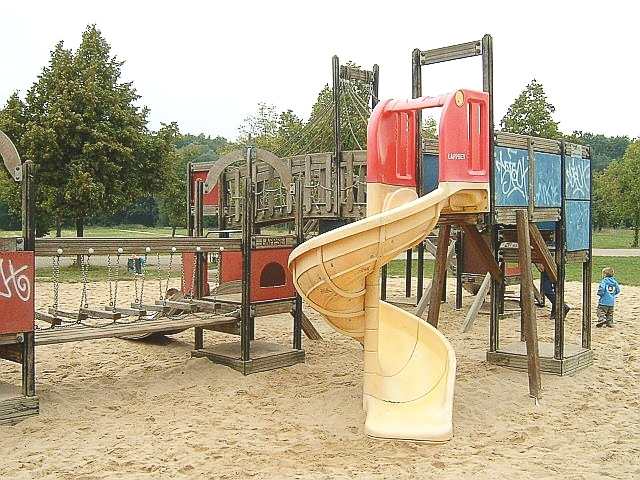
공원 놀이터(독일)

이들 어린이 놀이터에는 시소, 철봉, 미끄럼틀, 모래밭, 그네, 정글짐 등의 놀이 기구가 갖추어져 있다. 분수나 인공적인 개울이 있는 물놀이장도 있다. 대부분은 사고방지의 차원에서 부모나 보호자가 지켜볼 수 있는 정도의 넓이가 된다.
대부분의 형태의 놀이는 건강과 성장에 필수적이다. 놀이터는 어린이들에게 있어서 집 바깥의 가장 중요한 환경에 속한다. 몸을 움직여 뛰놀면 신체기능의 성장 효과와 함께, 연령과 출신이 다른 유아나 아동들이 어울려 사이 좋게 놀게 됨으로써 일정한 사회성을 체험하며 사교성을 익힐 수 있는 터전으로서의 효과도 기대할 수 있다.
일반적으로 말하는 공원과는 다르며, 산책이나 마음의 안정을 찾는 용도와는 달리 아이들이 뛰어 놀기에 적합한 놀이 기구가 주요 시설이 되지만, 수목이나 꽃과 친해지는 정서적인 효과를 위해 나무나 화단이 갖추어지기도 한다.

## 각국의 놀이터

### 한국
민속놀이의 경우는 따로 공간이 정해지지 않았으며, 보통 마당이나 마을 공터에서 놀이가 벌어졌다. 산이나 논밭, 개울을 비롯하여 마을 전체가 놀이터의 역할을 하였다.
대한민국에서는 주택건설기준등에 관한 규정을 통하여 50세대 이상의 아파트 건설시 정해진 기준에 따라 어린이놀이터를 마련하도록 되어 있다. 영리적인 목적이나 고객의 편의를 위한 공공기관에 의해 조성된 놀이터도 운영되고 있다. 학교 운동장 또한 놀이의 공간으로서 활용된다.

### 일본
지방자치단체가 설치한 공원(街区公園)이 있으며, 또한 백화점과 수퍼마켓 내부에 점포가 관리하는 옥내형 놀이터가 갖추어져 있는 경우도 있어, 보호자의 휴식장소로도 이동된다. 그 외에 신사와 마을의 부지에도 놀이기구를 설치, 지역 유지와 지역 단체의 관계자들에 의해 관리되고 있는 곳도 있다. 또한 기업에 의해 제공되어 유료로 운영되는 육상시설이나 테마파크형, 임의의 자선단체와 시민단체에 의해 관리·운영되는 것도 있어서, 어린이들의 건전한 발달을 통하여 사회의 건전성 향상에 대한 효과를 기대하기도 한다.
한편, 사고가 보고된 유동원목(遊動円木)이라는 일부 놀이기구가 위험성을 이유로 배제된 경우가 있어, 설치된 놀이기구의 양식에는 일정한 시대에 의한 추이가 존재한다. 사고가 발생하여 개량된 놀이기구도 많다.

### 소비에트 연방
놀이터는 소비에트 연방의 도시 문화를 구성하는 요소였다. 1970년대와 1980년대에는 소비에트 연방의 도시에는 거의 모든 공원에 놀이터가 있었다. 놀이기구는 전 연방 공통이었다. 그 대부분은 금속 막대와 상대적으로 적은 나무 부속으로 구성되어 있었고, 주 소유의 공장에서 제조되었다. 가장 흔한 구조물로는 회전목마, 시소, 구름사다리 등이 있었다.
구소련이 붕괴한 이후의 1990년대에는, 많은 놀이터의 기구들이 도난당했으며, 상대적으로 적은 수의 놀이터가 새로 만들어졌다. 어쨌든, 여전히 많은 수의 소비에트 연방의 놀이터가 남아 있으며, 상태도 양호하다.

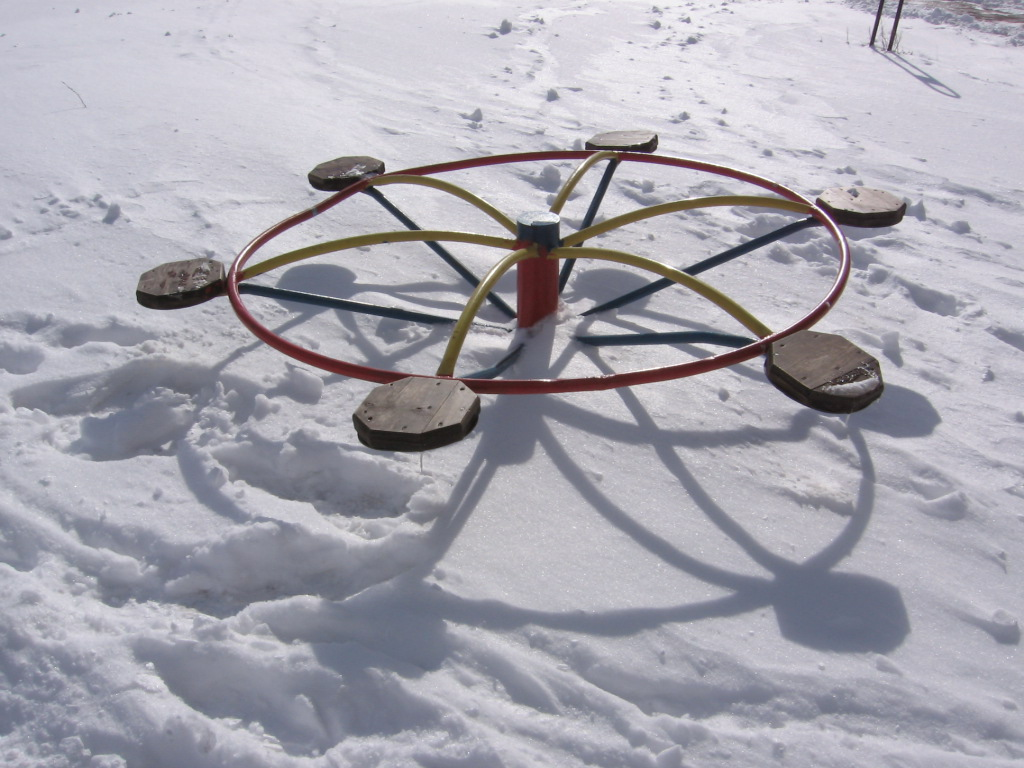
회전목마
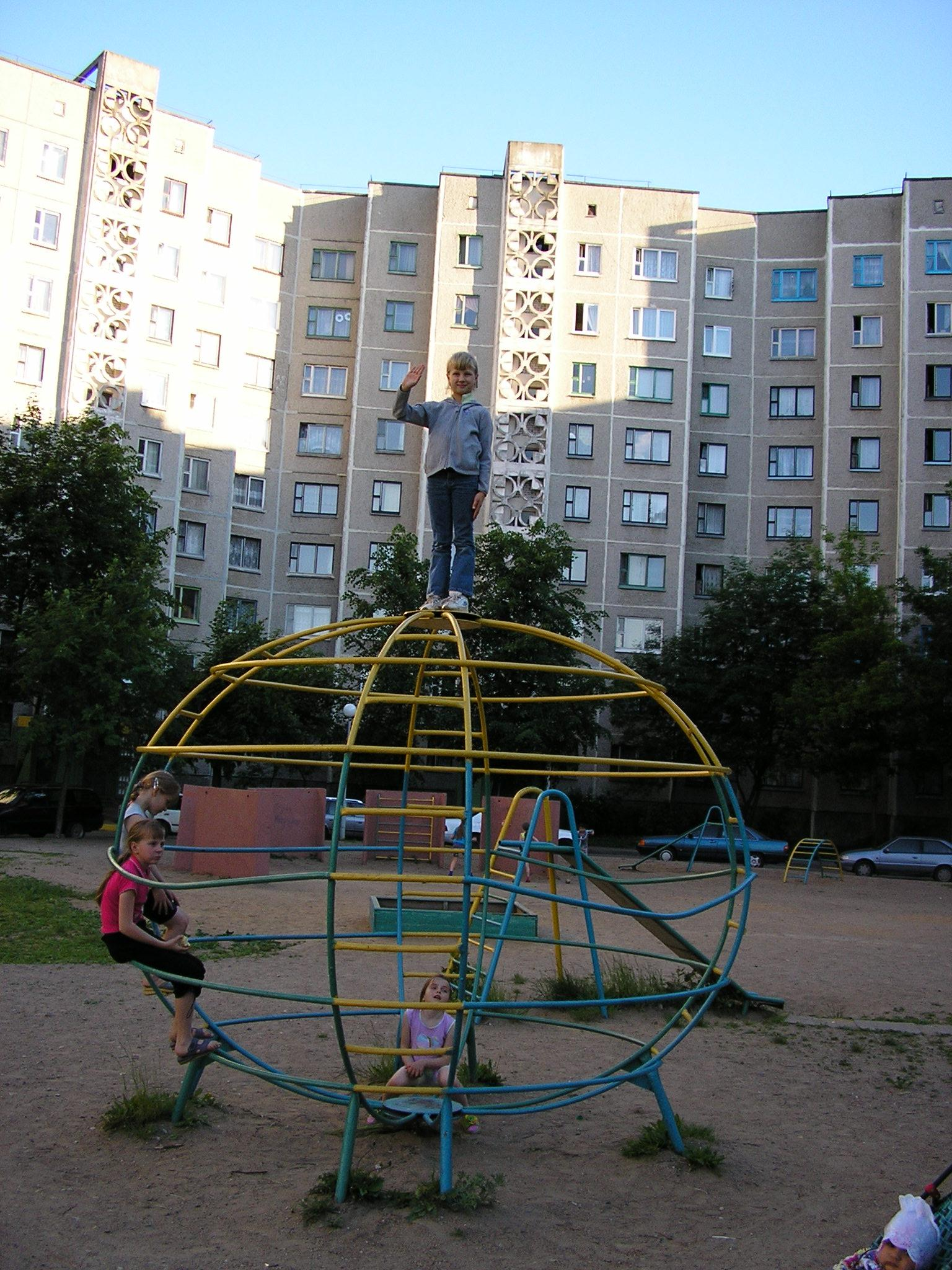
정원의 놀이터
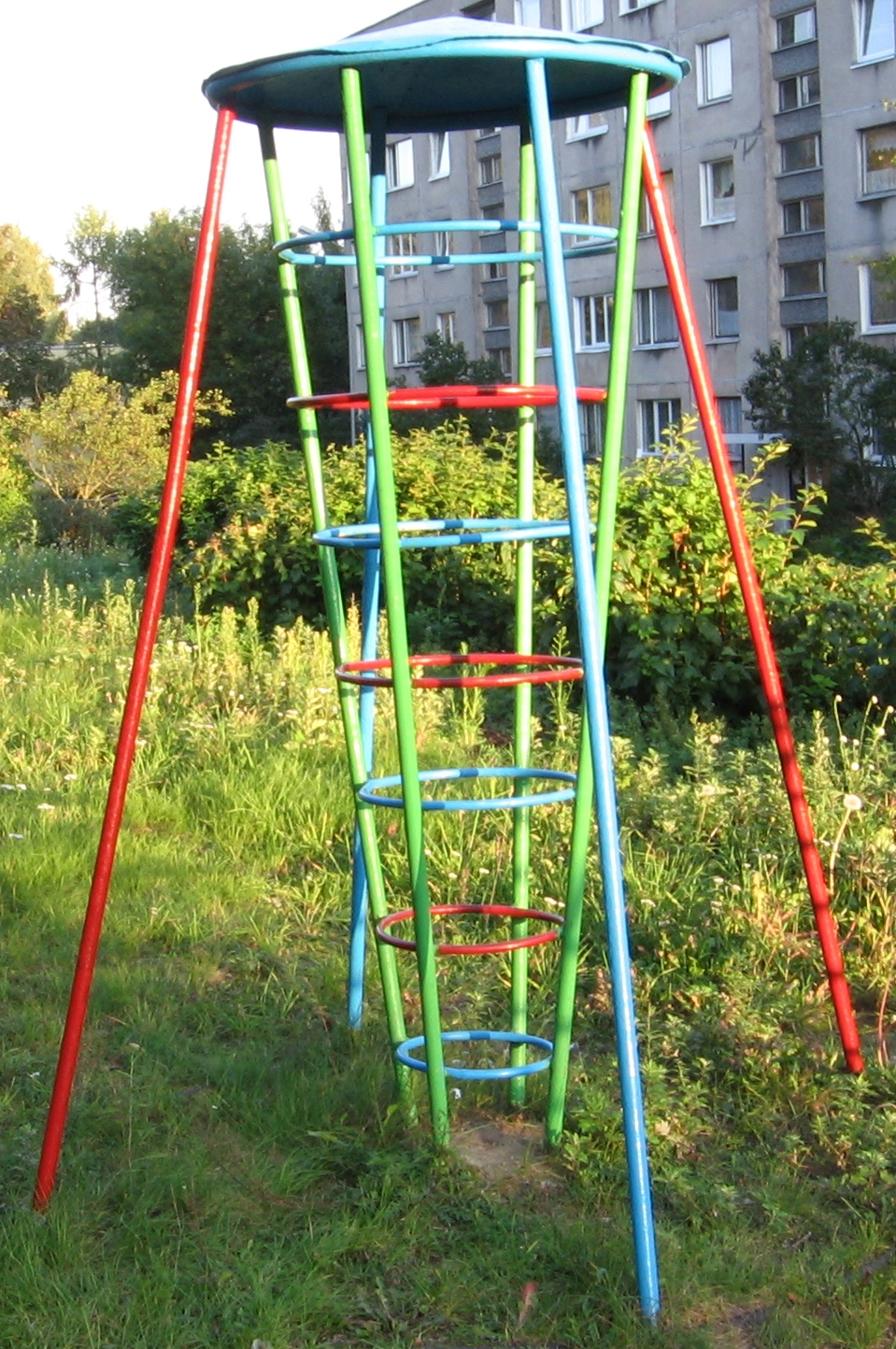
로켓
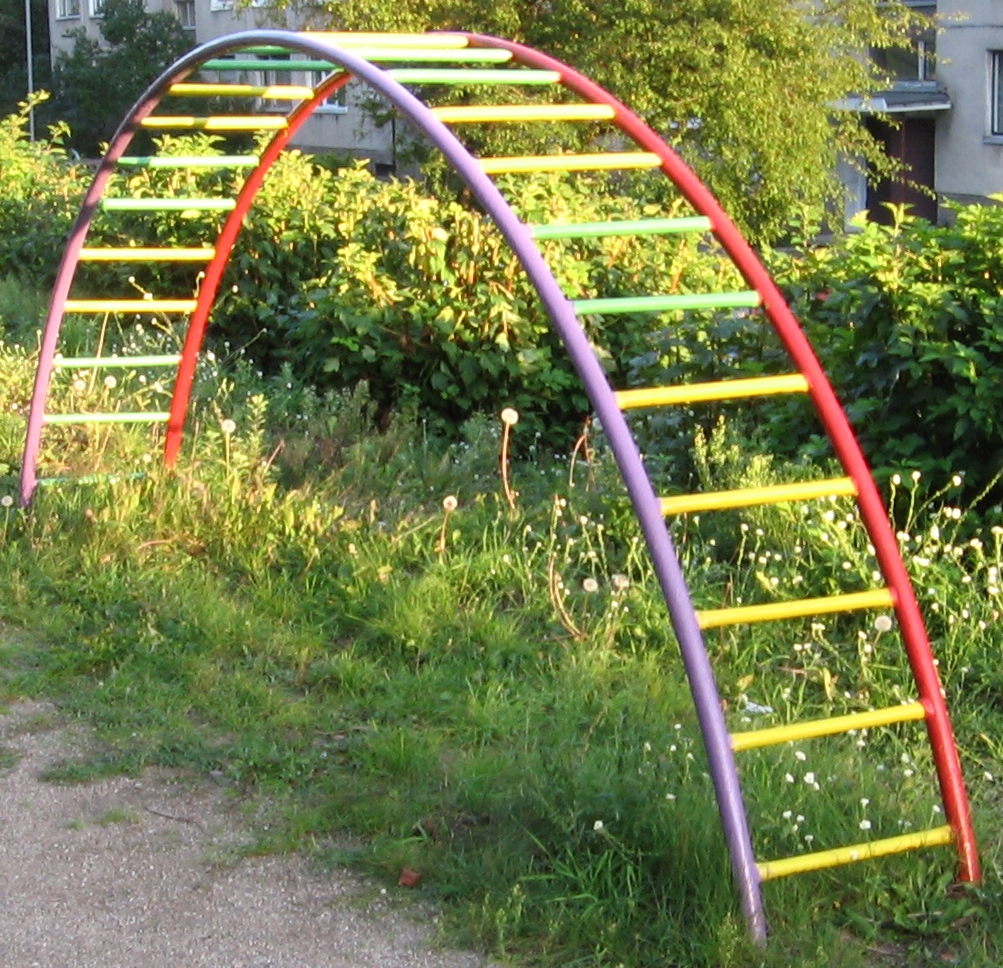
다리

## 안전사고의 예방
놀이터 시설의 가장 중요한 요건은, 유아나 어린이가 안심하고 놀 수 있어야 한다는 것이다. 넘어지는 일이 잦은 어린이들이 넘어지더라도 큰 부상을 당하지 않도록 뾰족한 돌이나 유리 파편은 정기적인 청소 등의 활동으로 제거되어야 하며, 파손되었다거나 부식에 의해 강도가 약해진 놀이기구는 위험하므로 정기적으로 검사하고 보수해야 한다. 방치된 빈 깡통이나 빈 병, 연결부가 느슨해지거나 파손된 놀이기구를 방치하면 어린이가 다칠 수 있다.
그 외에, 애완동물이나 야생동물이나 어린이들이 배설물을 남기는 등 위생상의 문제로 놀이터의 모래밭이 제거되기도 하는데, 모래 장난을 좋아하는 유아나 어린이를 실망시키거나 미끄럼틀의 완충제가 없어지게 되기도 한다.
유럽이나 미국에서는 유괴 등의 범죄에 대한 염려로 이들 시설이 유료 시설로 직원이 상주하면서 외부인의 출입을 금지하는 경우가 있다. 공공 놀이터에서는 보호자가 함께 있는 것이 사회적으로 요구되며, 어린이가 보호자 없이 혼자 놀고 있으면 아동학대로 여겨져 통보되기도 한다.
일본에서는 놀이 시설에서 아이가 노는 사이에 보호자가 용무를 마치는 경우가 많았으나, 도쿄·사이타마 연속유괴살인사건이 발생한 1990년 이후 이들 시설에서 놀고 있는 아이들이 유괴되는 사건이 종종 발생하여, 아파트나 수퍼마켓 내부에 마련된 놀이 시설에 경비원을 배치하고 출입자를 확인하거나 감시 카메라를 설치하는 경우도 생겨났으며, 출입이 자유로운 시설은 보호자가 함께 있는 것이 당연하게 여겨지게 되었다.

## 자연 놀이터
자연 놀이터(Natural playgrounds)는 자연의 재료, 특징, 토종 식물과 창조적인 지형을 혼합하여 의도적으로 자연, 환경적인 대상과의 복잡한 상호작용을 만들어내어 아이들의 흥미를 자극하고 주의를 끌어 자연의 경이와 복잡함을 그 안에서 놀면서 배울 수 있게 하는 놀이 환경이다.
놀이의 요소들로는 지구 형상(조각), 환경 예술, 토종 식물 (나무, 관목, 풀, 꽃, 이끼 등), 경계담 또는 다른 돌로 만든 구조물, 흙과 모래, 자연적인 경계 (돌, 버드나무, 나무), 무늬가 새겨진 길, 자연적인 물과 관련된 지형 등이 있다.

## 같이 보기
- 놀이

## 참고 문헌
- 《日本人の遊び場》, 集英社文庫, 1984, ISBN 4087507777